# حالت دایمی
در نظریه سامانه‌ها، یک سامانه با حالت دایمی خواصی دارد که در طی زمان تغییر نمی‌کند. این بدان معناست که مشتق جزئی آن در طول زمان صفر است:
{\displaystyle {\frac {\partial p}{\partial t}}=0}

## کاربردها
- اقتصاد
- مهندسی صنایع
- الکترونیک
- مهندسی برق
- شیمی
- مهندسی مکانیک
- فیبر نوری

### فیزیولوژی
ویژگی‌ای از یک سامانه است که محیط داخلی خود را تنظیم می‌کند و تمایل به حفظ وضعیت ثابت و پایدار دارد، از جمله حفظ ویژگی‌هایی مانند دما یا پی‌اچ است. این حفظ پایداری می‌تواند در یک سیستم باز یا بسته باشد.